# Заречье (Каргапольский район)
Заречье — деревня в Каргапольском районе Курганской области. Входит в состав Майского сельсовета.

## История
Деревня возникла в 1934 году как центральная усадьба Каргапольского зерносовхоза.

## Население
| 1989 | 2002 | 2010 |
| ---- | ---- | ---- |
| 104  | ↘91  | ↘81  |